# Narciso Araújo

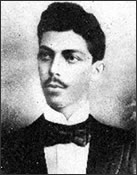
Narciso Araújo.

Narciso Araújo (Itapemirim, Espírito Santo, 6 de agosto de 1877 — Itapemirim, 16 de abril de 1944) foi um poeta, jornalista, advogado e político brasileiro.

## Biografia
Narciso Araújo realizou os seus estudos no Colégio Pedro II e obteve seu bacharelado na Faculdade de Direito, no Rio de Janeiro, onde participou do movimento simbolista, e posteriormente regressou à sua cidade natal, onde passou a ser conhecido como o "solitário de Itapemirim". Foi eleito deputado ao Congresso Estadual do Espírito Santo. Publicou os seus poemas nos jornais. Em 1941 foi eleito o Príncipe dos Poetas Capixabas e uma série das suas poesias foi editada.